# Lanzano
Lanzano (Lanzan in dialetto locale) è un centro abitato d'Italia, frazione del comune di Tribiano.
Al censimento del 21 ottobre 2001 contava 137 abitanti.

## Geografia fisica
Il centro abitato è sito a 91 metri sul livello del mare.

## Storia
La località venne citata per la prima volta in un documento del 1022.
Dal 1674, come la vicina Zoate, fu feudo dei conti Villani-Novati.

## Società

### Religione
Vi è un oratorio, dedicato ai santi Gervasio e Protasio, dipendente dalla parrocchia di San Barbaziano della diocesi di Lodi.